# Privatbanken
Privatbanken A/S, oprindeligt Privatbanken i Kjøbenhavn, var en dansk bank, der stiftedes i 1857. Blandt bankens grundlæggere var en kreds af erhvervsfolk fra Grosserer-Societetet, blandt andre A.N. Hansen, M. G. Melchior og C.A. Broberg. Bag banken stod endvidere vekselerfirmaet D.B. Adler.
De to vekselererfirmaer G.A. Gedalia & Co. (stiftet 1848) og D.B. Adler & Co. (stiftet 1850) fik stærk indflydelse på kreditvæsenet i København, bl.a. ved etableringen af de gennem mere end 100 år tre dominerende københavnske hovedbanker. G.A. Gedalia stod senere bag stiftelsen af Landmandsbanken i 1871, mens D.B. Adler senere tog initiativ til stiftelsen af Kjøbenhavns Handelsbank i 1873.
En årsag til oprettelsen af Privatbanken var utilfredshed med, at Nationalbanken i 1850'erne førte en meget forsigtig udlånspolitik, hvilket gjorde det svært for erhvervsvirksomheder at få lån. Privatbanken var - efter Nationalbanken, Centralkassen i Kjøbenhavn og Kjøbenhavns private Laanebank - den fjerde bank, der oprettedes i København.
Privatbankens første direktør bliver den unge grosserer C.F. Tietgen, der er bankens drivende kraft frem til 1897. Efter sin fratræden som direktør bliver Tietgen æresformand for bankrådet (bestyrelsen) til 1901.
Umiddelbart efter starten bliver Privatbanken ramt af finanskrisen 1857-58, idet der er store udtræk af indskud. Banken overlever imidlertid og ekspanderer derefter kraftigt. Allerede i 1860 er Privatbanken vokset til at være Danmarks største bank (efter Nationalbanken).
Gennem 1860'erne står Tietgen og Privatbanken bag grundlæggelsen af en række store aktieselskaber, således Kjøbenhavns Sporvei-Selskab og Det Forenede Dampskibs-Selskab (det senere DFDS). I 1868 stiftes det første danske telegrafselskab (Dansk-Norsk-Engelske Telegraf-Selskab), der i 1869 fusioneres med flere andre telegrafsselskaber til Store Nordiske Telegraf-Selskab. I de første år af 1870'erne står Privatbanken bag stiftelsen af De Danske Sukkerfabrikker, Burmeister & Wain, De Danske Cichoriefabriker samt Tuborg. Privatbanken deltager også i anlægget af danske jernbaner, nemlig på Lolland-Falster og banen fra Roskilde til Kalundborg.
Privatbanken kommer i problemer i årene 1874-1878. Der er store tab. Tabene skyldes i første række kursfald på bankens aktiebeholdning i Store Nordiske Telegraf-Selskab, men der er også tab ved jernbanebyggeri. Bankens reservekapital samt en del af aktiekapitalen går tabt. Privatbanken overlever krisen, men mister sin position som Danmarks største bank til Landmandsbanken. I 1880'erne står Privatbanken igen bag stiftelsen af flere store aktieselskaber, nemlig De Danske Spritfabrikker, Kjøbenhavns Telefon Aktieselskab og Faxe Kalkbrud.
I begyndelsen af 1900-tallet er Privatbanken aktiv ved finansieringen af et omfattende byggeri i København. Privatbanken giver store lån til Centralbanken og Detailhandlerbanken. Da de to banker bryder sammen under Bankkrisen i København 1908, får Privatbanken store tab, og der er store udtræk fra banken. Som følge af krisen tvinges bankens hidtidige førstedirektør Julius Lassen på pension, og C. C. Clausen bringes ind i direktionen udefra.
Under finanskrisen 1921-29 kommer Privatbanken igen i krise. Der er store tab blandt andet på Aarhus Oliefabrik og på trælast- og byggevirksomheden Harald Kjær & Co. Der er rygter om, at banken i realiteten er konkurs, og der er store udtræk. I 1928 konstateres der nye store tab i Aarhus Oliefabrik. I en undersøgelse når bankinspektøren frem til, at hovedparten af Privatbankens egenkapital er gået tabt. Regeringen under ledelse af Thomas Madsen-Mygdal nægter at støtte Privatbanken, som på det tidspunkt er landets 3. største. Privatbanken standser derefter betalingerne den 28. september 1928. Efter hektiske forhandlinger lykkes det en kreds af erhvervsvirksomheder og privatpersoner med støtte fra Nationalbanken at få samlet så meget kapital, at Privatbanken kan rekonstrueres. Privatbanken åbner derefter igen den 3. oktober 1928. Bankens to ledende direktører - C. C. Clausen og Peter Reyn - fratræder, og Poul Andersen bringes ind som direktør udefra.
Privatbanken er i 1980'erne aktiv ved finansieringen af flere store danske byggefirmaer, der i begyndelsen af 1990'erne går konkurs. Tab på disse engagementer vurderes at være en hovedårsag bag de problemer, som Unibank har i begyndelsen af 1990'erne. Det er en udbredt opfattelse, at Privatbanken ikke kunne have overlevet finanskrisen 1988-94, hvis den ikke med virkning fra 1990 var blevet fusioneret med Sparekassen SDS og Andelsbanken.
Privatbanken introducerede en række nye bankydelser, bl.a. indlån på anfordring, kassekredit (kontokuranten) og checks.
1901-04 lod banken sit hovedsæde (nu C.F. Tietgens Hus) opføre ved siden af Børsen. Bygningen er tegnet af Axel Berg.
Privatbanken fusionerede i 1990 med Sparekassen SDS og Andelsbanken under navnet Unibank. Unibank fusionerede i 2000 med MeritaNordbanken, der nogle år tidligere var dannet ved fusion af den finske Merita Bank og den svenske Nordbanken. Navnet blev i 2001 ændret til Nordea.

## Ledelse
Denne liste er ufuldstændig; hjælp gerne med at udfylde den.

### Direktion
- 1857-1867 Nicolai Fugl, 1. direktør (døde i embedet)
- 1867-1896 C.F. Tietgen, 1. direktør (2. direktør fra 1857)
  - 1867-? Charles Aumont, 2. direktør
  - 1870-1888 Peter Damm, 3. direktør
- 1897-1909 Julius Larsen, 1. direktør
  - 1897-1915 Axel Heide, 2. direktør (døde i embedet)
- 1908-1928 C.C. Clausen
- 1916-1928 Peter Reyn
- 1926-1937 Valdemar Eigtved
- 1928-1953 Poul Andersen (administrerende direktør fra 1928)
  - 1937-? Frederik Aarup Hansen
  - 1937-1965 Thorkild Maare
- 1954-1974 J. V. Thygesen
- 1965-1986 Arthur Schmiegelow
- 1977-1999 Steen Rasborg (formand for direktionen 1986)